# Mandy Smith
Pour les articles homonymes, voir Smith.
Mandy Smith, née Amanda Louise Smith le 17 juillet 1970 à Londres, est une chanteuse britannique, comédienne et ancien mannequin.

## Carrière musicale
En 1983, Mandy Smith commence sa carrière à l'âge de 13 ans, en devenant la petite amie du plus vieux des Rolling Stones, le bassiste Bill Wyman, lui-même âgé de 47 ans à l'époque . Dès son plus jeune âge, elle passe son adolescence dans le milieu adulte des groupes de rock et du monde de la nuit, avec tous les excès qui l'accompagnent.   
Au printemps 1987, à l'âge de 16 ans, elle signe un contrat avec les plus gros producteurs de titres pop de cette période, Stock Aitken Waterman. Ils produisent ses deux premiers singles au goût et à la couleur de Bananarama - I Just Can't Wait et Positive Reaction. L'année suivante, sa collaboration avec Daize Washbourne donne naissance à un troisième single, Boys and Girls (no 8 en Afrique du Sud). En dépit d'un manque de succès de ces singles, un album éponyme, Mandy, sort en 1988. Mandy Smith connait une certaine popularité en Scandinavie, Allemagne, Italie - où elle chante devant 35 000 personnes au Festivalbar de Verone -, Espagne, Turquie et même au Japon, où elle devient no 1. 
Elle épouse Bill Wyman le 2 juin 1989. La même année, alors qu'elle s'apprête à percer le marché américain en 1989 avec son single Victim Of Pleasure sous le label Atlantic Records, elle se voit forcée d'en annuler la promotion pour des raisons de santé. Atteinte de candida, elle est la première célébrité britannique à être diagnostiquée comme atteinte de cette affection, attribuée à la prise continue de contraceptifs dès la puberté,. Les photos de l'époque la montrent très amaigrie, et sa difficile convalescence met un terme à sa courte carrière musicale : son cinquième single européen, une reprise de la chanson de Human League Don't You Want Me Baby est lui aussi privé de promotion et Mandy Smith est rapidement oubliée.
Le 8 mai 1991, à peine 23 mois après son mariage, elle divorce de Wyman qui lui verse l'équivalent de 580 000 £, incluant une maison sur Muswell Hill et 330 000 £ en cash.
Quelques remixes de I Just Can't Wait apparaissent au début des années 1990, son album est en outre réédité au Japon en 1993.
Fait notable, elle a aussi enregistré la version originale de Got To Be Certain, qui allait devenir le second single de Kylie Minogue, une autre découverte de Stock Aitken Waterman. La version de Kylie devient numéro 1 en Australie, et numéro 2 en Angleterre. La version antérieure de Mandy quant à elle, restera dans les tiroirs jusqu'en 2005, jusqu'à sa diffusion sur PWL Radio et son inclusion dans l'album Stock Aitken Waterman Gold comme bonus track. Les paroles de la version de Mandy Smith diffèrent légèrement de ceux de Kylie Minogue, même si l'instrumentation et la production sont identiques.

## Reconversion et vie privée
Pendant les années 1980 et 90, Mandy apparaît dans des séries, des plateaux télé, et dans des magazines (Vogue, Harpers & Queen, Hello! et Rolling Stone) en tant que mannequin. Elle défile aussi, notamment pour Vivienne Westwood, et apparait dans les campagnes de publicité de Guess Jeans et 7 Up Light, face à Robbie Williams. 
Le 19 juin 1993, elle épouse le footballeur Pat Van Den Hauwe, mais leur union ne dure que deux ans. Elle publie sa biographie It's All Over Now en 1994.
En 2001, elle a une brève liaison avec Ian Mosby dont elle aura un fils, Max Harrison Mosby.
Mandy Smith fut déclarée « Fesses de l'année » en 1994. En 1995, elle est classée 72e dans le FHM's list of « 100 Sexiest Women in the World » anglais (classement des 100 filles les plus sexy).
En avril 2009, son unique album est réédité dans une édition spéciale remasterisée. Aujourd'hui, Mandy a quitté Londres pour s'établir à Manchester avec son fils Max. Elle est ambassadrice du « Five Stars Appeal children’s charity », et est à la tête de Kiss PR, une agence de communication et de marketing, qu'elle dirige avec sa sœur Nicola.
Fervente chrétienne, elle écrit régulièrement depuis 2010 pour un magazine de mode et d'art de vivre catholique.

## Controverse sur sa liaison avec Bill Wyman
L'affaire Mandy Smith a déclenché un mini-scandale en 1986, la rumeur circulant que Bill Wyman et Mandy Smith auraient commencé à avoir des rapports sexuels trois ans plus tôt, alors que cette dernière n'était âgée que de 13 ans. La mère de Mandy avait de son côté une relation avec Stephen Wyman, le fils de Bill Wyman de 16 ans son cadet, qu'elle a épousé peu après le divorce de Bill et Mandy. Elle a toujours approuvé la relation de sa fille avec le bassiste des Stones, et n'a jamais porté plainte contre Wyman. La controverse subsiste toujours sur l'absence de poursuites pour détournement de mineur, épisode que Bill Wyman évoque très naturellement comme faisant partie intégrante de sa « crise de la quarantaine ». Et même si la couverture médiatique autour de cette sulfureuse liaison a nettement contribué à lancer la carrière de Mandy en tant que chanteuse et mannequin, le scandale a en contrepartie bridé sa percée dans plusieurs pays d'Europe, notamment l'Angleterre qui l'a largement boycottée.

## Discographie

### Albums
- 1988 MANDY
- 2009 Réédition de MANDY, avec 8 Bonus Tracks(Dont 2 Inédits, jamais pressés et 1 réédition cd)

### Singles
- 1987 I Just Can't Wait
- 1987 Positive Reaction
- 1988 Boys And Girls
- 1988 Victim Of Pleasure
- 1988 Mandy EP
- 1989 Don't You Want Me Baby
- 1992 I Just Can't Wait (Remix '92)
- 1995 I Just Can't Wait (Remix '95)

### Inédits
- Got To Be Certain (maintenant disponible sur Stock Aitken Waterman Gold)
- Terry

### Classements
| Année | Single                          | Position    | Position | Position | Position | Album             | Notes                |
| Année | Single                          | Royaume-Uni | ITA      | DEU      | JPN      | Album             | Notes                |
| ----- | ------------------------------- | ----------- | -------- | -------- | -------- | ----------------- | -------------------- |
| 1987  | I Just Can't Wait               | 91          | 9        | 14       | 1        | Mandy             |                      |
| 1987  | Positive Reaction               | -           | 9        | -        | -        | Mandy             | UK Indie Chart - #48 |
| 1988  | Boys and Girls                  | -           | 12       | -        | -        | Mandy             |                      |
| 1988  | Victim of Pleasure              | 93          | 11       | -        | -        | Mandy             |                      |
| 1988  | The Mandy EP                    | -           | -        | -        | -        | Singles seulement | Hong Kong seulement  |
| 1989  | Don't You Want Me Baby          | 59          | 11       | -        | -        | Singles seulement |                      |
| 1992  | I Just Can't Wait ('92 Remixes) | -           | -        | -        | -        | Singles seulement | Promo 12" only       |
| 1995  | I Just Can't Wait ('95 Remixes) | -           | -        | -        | -        | Singles seulement | Promo 12" only       |